# Davao occidental
Le Davao occidental est une province des Philippines.

## Municipalités
- Don Marcelino
- Jose Abad Santos
- Malita
- Santa Maria
- Sarangani